# هایاتو ایکگایا
هایاتو ایکگایا (انگلیسی: Hayato Ikegaya؛ زادهٔ ۳۰ مارس ۱۹۹۲) بازیکن فوتبال اهل ژاپن است.